# Monocyphoniscus babadagensis
Monocyphoniscus babadagensis là một loài chân đều trong họ Trichoniscidae. Loài này được Radu miêu tả khoa học năm 1965.